# 아이롤레
아이롤레(Airole)는 이탈리아 리구리아주의 임페리아도에 속하는 코무네이다. 2004년 기준 인구는 461명이고, 면적은 14.8 km2이다. 리구리아 주의 주도(州都)인 제노바로부터 서남쪽 약 180km 위치한다.

## 사진

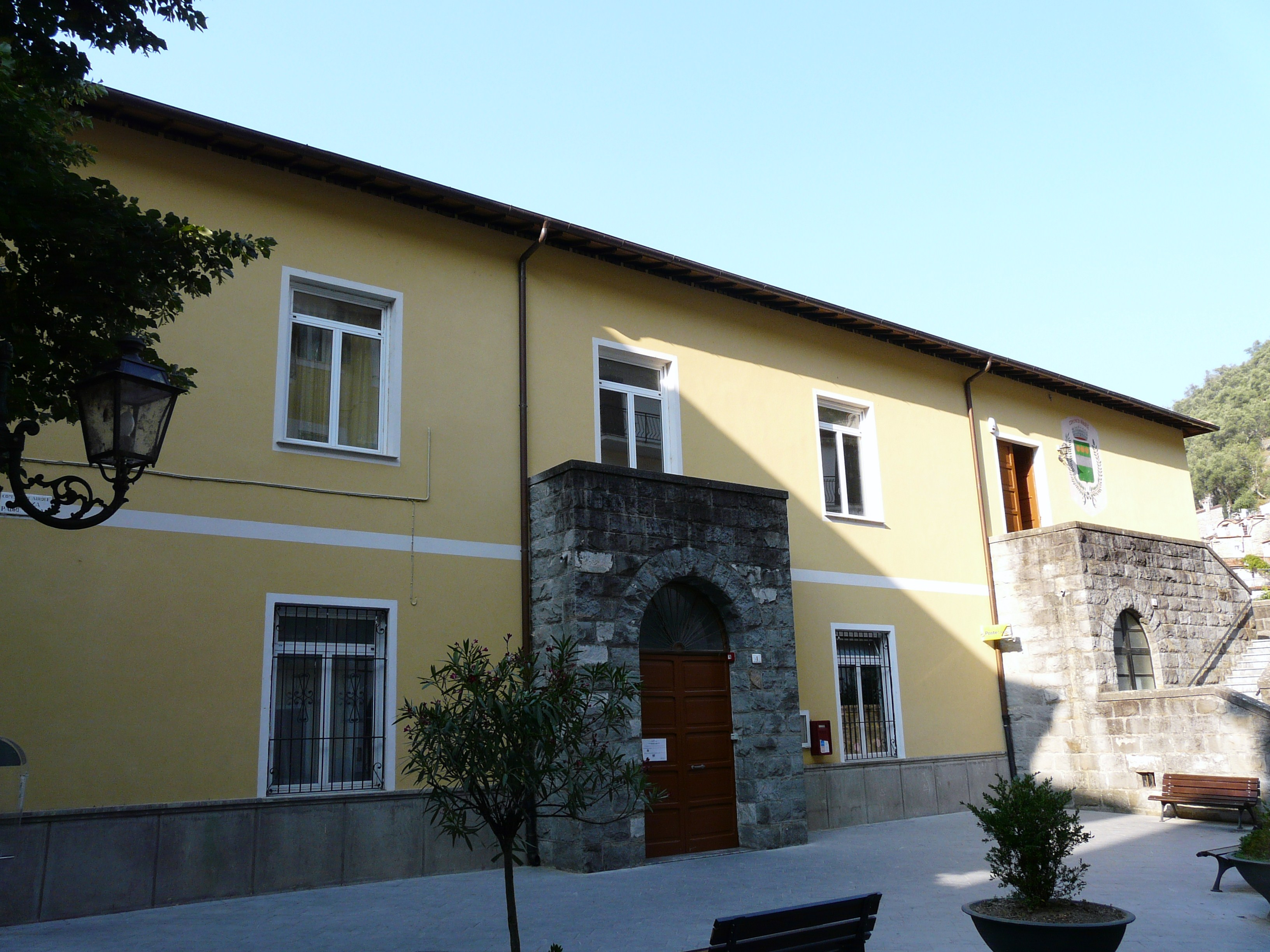
마을 회관
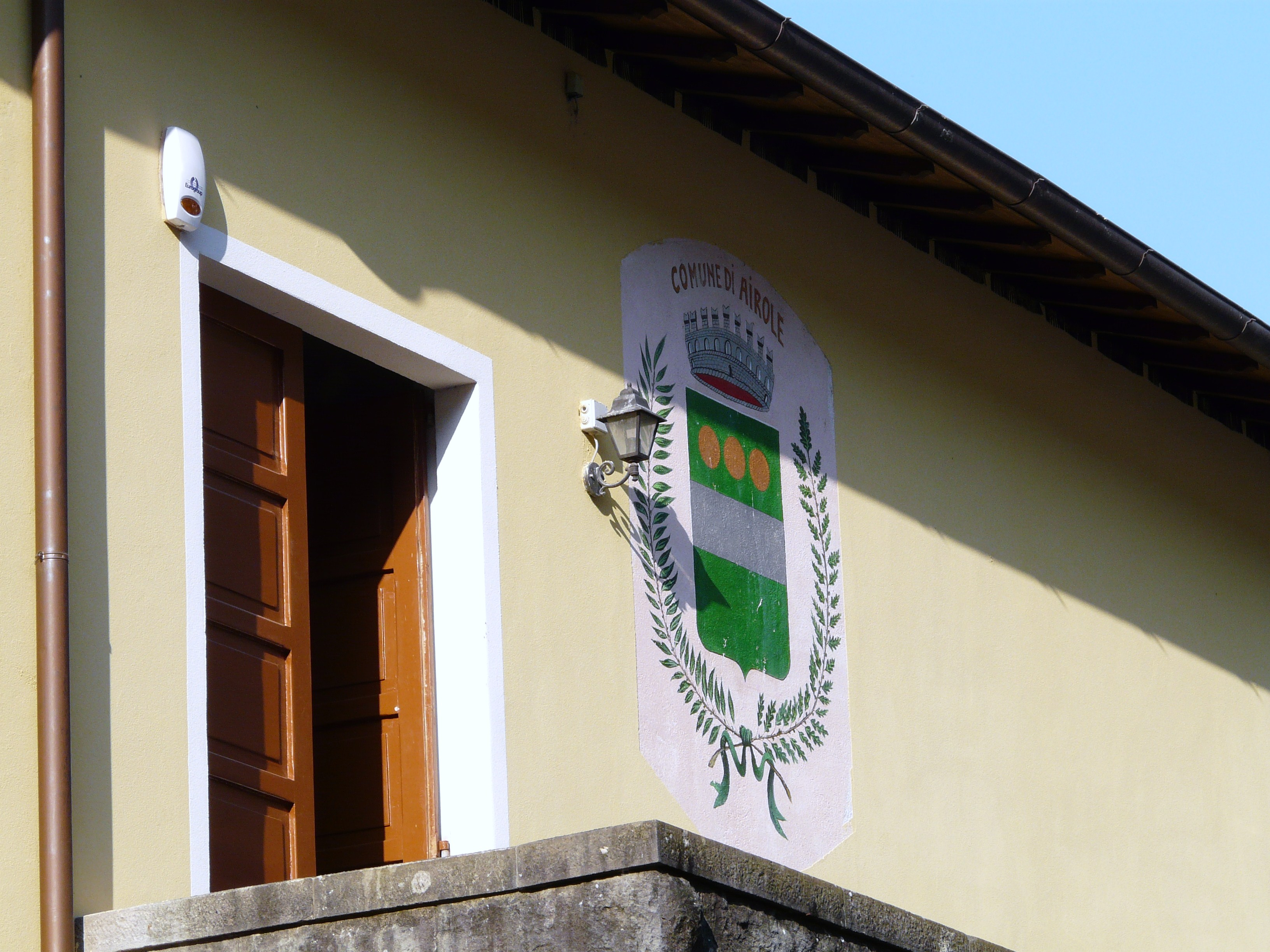
벽면의 문양은 아이롤레의 휘장이다.